# Carlos de la Mota (sculpteur)
Carlos de la Mota est un sculpteur et peintre argentin né à San Juan (Argentine) le 13 août 1924 et est mort à Buenos Aires le 12 février 2011.

## Biographie
Il a fait ses études à l'école des beaux-arts de l'université de Cuyo, Mendoza, de 1943 à 1947. Parmi ses professeurs figurent le peintre Sergio Sergi, le graveur Victor Delhez et le sculpteur Lorenzo Domínguez (en).
À partir de 1949 il a enseigné la sculpture à l'université nationale de Tucumán. Il a fait partie du groupe de Lino Enea Spilimbergo, chargé de l'atelier de peinture de l'Institut supérieur de l'université nationale de Tucumán, dirigé par Guido Parpagnoli.
En 1952 il se marie avec Rosalia Briones Ruiz avec qui il aura deux filles, Yiyi et Virginia.
Il a été professeur de sculpture à l'École nationale des beaux-arts Prilidiano Pueyrredón à Buenos Aires, de 1956 à 1957.
En 1958 il a occupé le poste de directeur de la Culture de la Ville de Mendoza. Il se consacre pleinement à la sculpture. Il travaille la pierre, le bois et développe de nouvelles techniques pour le fer battu. Dans ce domaine il a acquis une considérable notoriété avec ses oiseaux et les armures pour oiseaux.
En 1960 il s'est installé avec sa famille à Buenos Aires où il a produit l'essentiel de son œuvre.
Il réalise de nombreuses expositions de sculpture et de peinture et obtient de multiples prix et récompenses pour son travail. Parmi ceux-ci on peut mentionner le financement d'un séjour de six mois à Londres en 1966 par le Fonds national des arts, son entrée à l'Académie nationale des beaux-arts en 1979 ainsi que l'obtention du grand prix d'honneur et de la médaille d'argent du Salon national des beaux-arts à Buenos Aires en 1988.
De 1975 à 1986 il a été professeur de sculpture à la Faculté d'arts de l'université de Cuyo à Mendoza. Pendant cette période il a également enseigné la sculpture dans son atelier de Buenos Aires.
La peinture qu'il avait toujours pratiquée, est devenue une véritable passion dans les dernières années de sa vie. Elle a été son unique activité à partir des années 1990, comme le témoignent ses dernières expositions.

## Expositions
Carlos de la Mota a exposé ses œuvres dans de nombreux musées, galeries d'art et foires d'art, notamment en Argentine. Ci-dessous une liste des principales expositions :
- 1954 : IV Biennale de Sao Paulo, Brasil, sculptures.
- 1960 : Salon Internacional de Arte, Museo de Arte Moderno, Buenos Aires, sculptures.
- 1967 : Galeria Rubbers, Buenos Aires, sculptures.
- 1970 et 1975 : Art Gallery International, Buenos Aires, sculptures.
- 1970 et 1975 : Salon Palanza, Buenos Aires, sculptures.
- 1972 : Salon de Tucuman, Tucuman, exposition collective de sculptures.
- 1974 : Teatro Municipal General San Martin (en), Buenos Aires, sculptures.
- 1975 : Salon de Escultura Argentina, Fundacion Lorenzutti, Buenos Aires, sculptures.
- 1976 : Galeria Bonino, Buenos Aires, sculptures et peintures.
- 1977 : Galeria Palatina, Buenos Aires, exposition de sculptures et de tapisserie avec Rosalia Briones Ruiz.
- 1981 : Galeria Palatina, Buenos Aires, sculptures.
- 1982 : Museo Municipal de Arte Moderno, Mendoza, sculptures.
- 1984 : Galeria Palatina, Buenos Aires, sculptures et dessins.
- 1988 : Centro Cultural Recoleta, Buenos Aires, exposition rétrospective de sculpture.
- 1990 : Museo Municipal de Bellas Artes, La Plata, sculptures.
- 1993 : Galeria Palatina, Buenos Aires, sculptures et pastels.
- 1997 : Galeria Palatina, Buenos Aires, sculptures, dessins, pastels et tapisserie de Rosalia Briones Ruiz.
- 1997 : Museo Municipal de Escultura Luis Perloti, sculptures.
- 1999 : Galeria Lo Scarabeo, Buenos Aires, peintures à l'huile et pastels.
- 2003 : Museo Municipal Eduardo Sivori, Buenos Aires, peintures et sculptures.
- 2004 : Galeria Centoira, Buenos Aires, peintures.
- 2005 : Fundacion Alon para las Artes, Buenos Aires, pastels, peintures, assemblages de bois.
- 2009 : Museo del Tigre, sculptures, peintures et dessins.

## Prix
Parmi les prix obtenus, on peut mentionner les suivants :
- 1962 : 1er Prix Salon de Cordoba, Argentine.
- 1968 : Prix National de Santa Fé ICLAR, Argentine.
- 1968 : Prix National de la Province de Santa Fé, de l'Institut de Promotion des Sciences, les Lettres et les Arts.
- 1971 : Grand Prix Salon Cinzano, Mendoza, Argentine.
- 1972 : 1er Prix de Sculpture du Salon de Tucuman.
- 1972 : 1er Prix de Sculpture du Salon National, Argentine.
- 1982 Prix Konex Diplôme de mérite - Sculpture Figuratif
- 1988 : "Gran Premio de Honor" du Salon National, Argentine.
- 1998 : Prix du Salon Municipal des Arts Visuelles, Museo Eduardo Sivori, Buenos Aires, Argentine.

## Citations
Extraits de catalogues d'expositions:

« Hacer una escultura es realmente emprender una gran aventura. Una aventura cuyo destino es la búsqueda de algo. No obstante puede ser imprevisible, pues como toda aventura está llena de sorpresas. »

Faire une sculpture est réellement entreprendre une grande aventure. Une aventure dont le destin est la recherche de quelque chose. Néanmoins elle peut être imprévisible car, comme toute aventure, elle est pleine de surprises.

« Creo que un día me encontré sintiendo como pintor casi sin darme cuenta, quizás porque en el fondo siempre lo he estado siendo. »

Je crois qu'un jour j'ai découvert en moi le sentiment d'être peintre, peut être parce que dans le fond de moi même je l'ai toujours été.

« Penetrar en la frondosa selva del hombre, incursionar en sus montañas nevadas o dejarse llevar por el caudaloso río de su personalidad es quizás lo mas fascinante, tanto como penetrar en nuestros más lejanos recuerdos, que es la mas deliciosa aventura. »

Pénétrer dans la touffue forêt de l'homme, atteindre ses montagnes enneigées ou se laisser porter par le fleuve de sa personnalité est, peut-être, le plus fascinant, autant que de pénétrer dans nos souvenirs éloignés, la plus délicieuse aventure.